# Matt Osborne
Matthew Wade Osborne, noto anche con lo pseudonimo di Matt Borne (Charlotte, 27 luglio 1957 – Plano, 28 giugno 2013), è stato un wrestler statunitense, che lottò nella World Wrestling Federation e nella World Championship Wrestling con, tra gli altri, i nomi di Doink the Clown e Big Josh.

## Carriera

### Circuito indipendente (1978-1985)
Nacque a Charlotte, North Carolina, dal wrestler e immobiliarista "Tough" Tony Borne (all'anagrafe Anthony Wayne Osborne) e da Nona Faye Muller, e con la sorella minore ToniRae crebbe a Milwaukie, vicino a Portland, in Oregon.
Frequentò la Milwaukie High School, e poi la Portland State University; in quel periodo divenne grande amico del wrestler Jesse Ventura. Si dedicava inoltre alla gestione di un condominio di proprietà del padre. Al terzo anno di corso decise di diventare lui stesso wrestler, e venne in questo aiutato da Roddy Piper, che lo prese sotto la sua protezione.
Comunicata la propria decisione al padre, quest'ultimo riuscì a procurargli il primo match, in tag team con se stesso: con il nome Matt Borne debuttò sabato 9 dicembre 1978. Talvolta come "Maniac" Matt Borne, cominciò così a lottare per diverse federazioni del circuito indipendente. Da una relazione giovanile divenne padre di Anthony Wade Stearns Osborne, detto Tony come il nonno.
Nel 1982-83 disputò incontri nella Pacific Northwest Wrestling (PNW) e Mid-South Wrestling, dove fu alleato con Ted DiBiase e Jim Duggan come membro della stable The Rat Pack. Mentre era impegnato in altri territori, Osborne ebbe modo di lottare con Ricky Steamboat a WrestleMania I, al Madison Square Garden.

### World Class Championship Wrestling (1986-1987)
Agli inizi del 1986, Osborne si unì alla World Class Championship Wrestling (WCCW), dove fece coppia con Buzz Sawyer e con cui vinse i titoli di coppia.
Martedì 29 luglio 1986 si sposò con Kathryn Whitney.
Osborne si aggiudicò anche lo NWA Texas Heavyweight Championship, difendendolo anche all'evento Christmas Star Wars, contro Iron Sheik.

### World Championship Wrestling (1991-1992)
Nel 1991, firmò per la World Championship Wrestling (WCW) e vi debuttò con il nome di Big Josh. Già separato dalla prima moglie, nello stesso anno si sposò con Maria Straley.
Durante il suo stint, Osborne vinse il WCW United States Tag Team Championship con Ron Simmons e il WCW World Six-Man Tag Team Championship con Dustin Rhodes e Tom Zenk. L'ultima apparizione in pay-per-view in questa federazione fu a WrestleWar 1992, sconfiggendo Richard Morton. Nell'episodio di WorldWide del 23 maggio, effettuò l'ultima apparizione in assoluto nella federazione, sconfiggendo Tracy Smothers.
Divenne padre per la seconda volta, di Rena Marie Osborne.

### World Wrestling Federation (1992-1993)
Dopo aver lasciato la WCW nel 1992, Osborne esordì nella World Wrestling Federation (WWF) lottando con il suo vero nome in alcuni dark match, prima di adottare la gimmick di Doink the Clown, inventata da Vince McMahon in persona; un progetto secondo lo stesso McMahon azzardato e rischioso in cui anche lui, dopo averci riflettuto qualche giorno, credette nonostante lo scetticismo di molti: Doink era una sorta di clown malvagio dalla doppia personalità che passava istantaneamente da stati di allegria a inquietanti stati di tristezza e minaccia, il quale frequentemente tirava scherzi agli altri wrestler. Utilizzò brevemente questo personaggio anche nella United States Wrestling Association (USWA), prima di lottare davanti alla telecamere WWF a marzo. Poco dopo il suo ritorno televisivo, fu coinvolto in un feud con Crush, con degli screzi iniziati durante un episodio di Superstars of Wrestling, prima di arrivare alla resa dei conti di WrestleMania IX. Durante questo incontro, un altro Doink (interpretato da Steve Keirn) sbucò da sotto il ring per aiutare l'originale, colpendo Crush con una protesi e favorendo così lo schienamento da parte del clown.
Nella primavera del 1993, a Doink fu concessa l'opportunità di partecipare al King of the Ring 1993, affrontando Mr. Perfect nel turno preliminare. Dopo due incontri terminati in pareggio per tempo limite, Mr. Perfect ebbe la meglio nella terza sfida. Nel pay-per-view omonimo, i due Doink intervennero nel match che vedeva contrapposto Crush a Shawn Michaels, in una sfida valida per il WWF Intercontinental Championship, detenuto da quest'ultimo, che grazie all'interferenza riuscì a mantenere il titolo. Doink fu così coinvolto per buona parte dell'estate nel feud con Crush. A WWF SummerSlam 1993, fu contrapposto a Bret Hart, che ebbe la meglio. Il 13 settembre 1993, in un episodio di Raw, versò un secchio d'acqua in testa a Bobby Heenan, effettuando così un turn face. Poco tempo dopo però Osborne, ricevendo la telefonata in un hotel di Boston mentre fumava cannabis, su decisione di Vince McMahon fu licenziato per abuso di cocaina; anche la moglie, stanca dei suoi stati di alterazione, decise di lasciarlo. Rimasto solo e senza lavoro, a Ellwood City incontrò una ragazza di nome Michelle James, che in breve tempo divenne la sua terza moglie. La gimmick di Doink non sparì dagli schermi della WWF, che trovò nuovi interpreti.

### Anni successivi: ECW e semi-ritiro (1994-2013)
Svincolato dalla WWF, Osborne lottò qualche incontro nella Extreme Championship Wrestling, sempre da clown ma con più realismo e meno trucco, vestito meno colorato, barba incolta e capelli lunghi, togliendosi la parrucca verde, adottando il nome Borne Again. Fece poi ritorno nel circuito indipendente, utilizzando prevalentemente il nome di Matt Borne.
A luglio 1997 divenne padre per la terza volta, di Teagan Lynn Osborne. Nel 1999 decise di disintossicarsi, alla rehab White Deer Run, ad Allenwood, in Pennsylvania. Nel febbraio 2000 il suo primo figlio lo rese nonno di due gemelle: Alissa M. e Alexis Anna. A ottobre nacque invece il suo quarto figlio Matthew David, detto Matt Jr. Dopo qualche anno di sobrietà, ritornò però all'abuso di droga e alcool, tanto da divenire paranoico nella vita domestica, così nel 2004 la moglie decise di andarsene con i bambini.
Nel 2005, all'evento WrestleReunion, lottò in un 8-men tag team match, facendo squadra con Andrew Martin, Steve Corino e The Masked Superstar, affrontando e venendo sconfitti da Dusty Rhodes, The Blue Meanie, Tom Prichard e D'Lo Brown. Nel 2007 sempre il suo primogenito lo rese nonno per la terza volta, di un maschio. Lunedì 10 dicembre 2007, tornò per una notte nella WWE, partecipando alla Legends Battle Royal nell'episodio speciale di Raw, dedicato al suo quindicesimo anniversario. Agli inizi del 2010, modificò il suo personaggio per cercare di assomigliare al Joker interpretato da Heath Ledger ne Il cavaliere oscuro, adottando il ring name di Reborne Again. In questo periodo la WWE decise di pagargli un periodo di disintossicazione, nuovamente alla rehab White Deer Run di Allenwood. A fine agosto morì suo padre Tony.
Nel 2011 conobbe attraverso Facebook una wrestler di nome Connie Cook, con la quale andò a convivere a Plano, in Texas; si occupò anche della madre malata di lei.

## Morte
Sabato 8 giugno 2013 scrisse sul suo profilo Facebook "Can't wait to see my dad!!" (Non vedo l'ora di vedere mio padre!!), facendo preoccupare le persone care di un possibile suicidio. La mattina di venerdì 28 giugno 2013, 20 giorni dopo, Osborne fu trovato morto nella sua residenza in Texas. Nessuna causa del decesso fu immediatamente determinata. Sebbene non fossero state ritrovate armi in casa e si pensasse ad una morte accidentale, la polizia aprì comunque un'indagine per omicidio. L'autopsia rivelò poi che la causa del decesso fosse da ricercare in un'overdose accidentale di morfina e idrocodone, aggravata da una cardiopatia. Erano farmaci per la madre della compagna.

## Personaggio

### Mosse finali

#### Come Matt Borne / Big Josh
- Bridging German suplex[2]
- Northern Exposure (Seated senton)[2]

#### Come Doink the Clown
- Stump Puller (Single leg inverted Boston crab)[2]
- Whoopie Cushion (Seated senton)[1][2]
- "Bridging german suplex"

### Manager
- Paul Ellering[20]
- Oliver Humperdink[21][22]

### Soprannomi
- The Maniac[1]

## Titoli e riconoscimenti
International Wrestling Association
- IWA United States Heavyweight Championship (1)[23]

Mid-Atlantic Championship Wrestling / World Championship Wrestling
- NWA Mid-Atlantic Tag Team Championship (1 - con Buzz Sawyer)[24]
- WCW United States Tag Team Championship (1 - con Ron Simmons)[25]
- WCW World Six-Man Tag Team Championship (1 - con Dustin Rhodes e Tom Zenk)[26]

Mid-South Wrestling Association
- Mid-South Tag Team Championship (1- con Ted DiBiase)[27]

Pacific Northwest Wrestling / Championship Wrestling USA
- Championship Wrestling International Alliance World Heavyweight Championship (1)[28]
- Championship Wrestling USA Television Championship (1)[29]
- NWA Pacific Northwest Heavyweight Championship (1)[30]
- NWA Pacific Northwest Tag Team Championship (4 - 2 con Steve Regal e 2 con Rip Oliver)[31]

Portland Wrestling
- Portland Pacific Northwest Tag Team Championship (1 - con Brian Cox)[23]

Pro Wrestling Illustrated
- 26º tra i 500 migliori wrestler nella PWI 500 (1992)[32]

Texas Wrestling Federation
- TWF Heavyweight Championship (1)[23]

United States Wrestling League
- USWL Unified World Heavyweight Championship (1)[23]

World Class Wrestling Association
- USWA World Tag Team Championship (2 - con Jeff Jarrett)[33]
- WCWA Texas Heavyweight Championship (1)[34]
- WCWA World Tag Team Championship (2 - 1 con Buzz Sawyer e 1 con Jeff Jarrett)[35]

Wrecking Ball Wrestling
- Wrecking Ball Wrestling Championship (1)